# Maniola nurag
Maniola nurag (лат.) — бабочка из семейства бархатниц.

## Описание
Основной фон верхней стороны крыльев одноцветный тёмно-коричневый. На верхней стороне передних и задних крыльев располагаются в различной степени развитые пятна рыжего цвета — от порой практически слабо развитых у самцов, до наоборот чрезвычайно развитых у самок, занимающих порой практически всю площадь крыла. Усики у обоих полов с постепенно утолщающейся булавой. В основании передних крыльев вздутыми являются две жилки. Копулятивный аппарат самцов отличается наличием жюльеновского органа — модифицированного VIII тергита брюшка с модифицированными чешуйками на заднем крае.

## Ареал и места обитания
Эндемик острова Сардиния (Италия). Особенно широко распространён в горах Monti del Gennargentu. Бабочки населяют открытые биотопы с травяным покровом, поляны, луга вблизи ручьёв и т. п. на высотах от 400 до 1300 метров над уровнем моря.

## Биология
Время лёта бабочек длится с конца мая по конец сентября. Кормовыми растениями гусениц являются злаки.